# Ђунићиро Танизаки
Ђунићиро Танизаки (谷崎潤一郎 Tanizaki Jun'ichirō, 24. јул 1886. - 30. јули 1965) био је један од главних писаца савремене јапанске књижевности, а можда и најпопуларнији јапански романописац после Нацуме Сосекија. Неки од његових на радова представљају шокантни свет сексуалности и деструктивне еротске опсесије. Други радови, мање сензационални, суптилно приказују динамику породичног живота у контексту брзих промена у јапанском друштву из 20. века. Често се његове приче преносе у контексту потраге за културним идентитетом у коме су изграђене конструкције "Запада" и "Јапанске традиције".

## Биографија

### Младост
Танизаки је рођен у породици трговачке класе којој је добро ишло у Нихонбашију у Токију, где је његов ујак имао штампарију, коју је основао његов деда. Танизаки је описао своје детињство у свом Јошо Ђидаи (Jōshō Jidai, Childhood Years, 1956). Његов дом из детињства у Токију уништен је у земљотресу 1894. године, којем је Танизаки касније приписао свој дугогодишњи страх од земљотреса. Финансије његове породице драматично су опале док је постао старији док није био присиљен да пребива у другом домаћинству као ментор.
Упркос овим финансијским проблемима, похађао је Tokyo First Middle School, , где се упознао са Исаму Јоши. Танизаки је од 1908. године похађао школу у књижевном одељењу Токијског царског универзитета, али је био присиљен да напусти 1911. због немогућности плаћања школарине.

### Рана књижевна каријера
Танизаки је започео књижевну каријеру 1909. Његов први рад, позоришна представа, објављен је у књижевном часопису у чијем оснивању је он помогао. Име Танизакија је прво постало широко познато по објављивању кратке приче Шисеи ("Тетовирање") 1910. године. У причи, уметник тетоважа тетовира џиновског паука на тело прелепе младе жене. Након тога, лепота жене преузима демонску, убедљиву моћ, у којој се еротизам комбинује са садо-мазохизмом. Женска фатална тема је понављана у многим раним стварима Танзакија, међу којима су Кирин (1910), Шонен ("Деца", 1911), Химицу ("Тајна", 1911) и Акума ("Девил", 1912) . Други радови Танзакија објављени у периоду Таишо укључују Шиндо (1916) и Они но мен (1916), који су делимично аутобиографски.
Танизаки се удао за своју прву супругу, Ћијоко, 1915. године, а прво дете, кћерка, рођена је 1916. године. Међутим, то је био несретан брак, а временом је охрабрио однос између Ћијаки и његовог пријатеља и колеге писца Харуо Сатоа. Психолошки стрес ове ситуације огледа се у неким његовим раним радовима, укључујући и сценску представу Аисуреба косо (Зато што је волим, 1921) и роман Ками хито но аида (између мушкараца и богова, 1924). Чак иако су неке од Танзакијевих дела, како изгледа, инспирисана овим и другим особама и догађајима у његовом животу, његови радови су далеко мање аутобиографски од већине његових савременика у Јапану.
Године 1918, Танизаки је обишао Кореју, северну Кину и Манџурију. У својим раним годинама постао је заљубљен у Запад и све модерно. Године 1922. преселио се из Одаваре, у којој је живео од 1919. године до Јокохаме, која је имала велику популацију из иностранства, живећи кратко у кући у западном стилу и водећи одлучно боемски начин живота. Овај изглед се одражава у неким његовим раним делима.
Танизаки је имао кратку каријеру у тихим филмовима, а радио је као писац сценарија за филмски студио Таикацу. Био је присталица покрета Pure Film и био је инструмент у доношењу модернистичких тема јапанском филму. Написао је сценарије за филм  Amateur Club (1922) и A Serpent's Lust (1923) (заснован на причи о истом наслову Уеде Акинари, која је делимично била инспирација за ремек дело Мизогући Кенђија из 1953. Ugetsu monogatari). Неки су тврдили да је Танзакијев однос према филму важан за разумевање његове целокупне каријере.

### Период у Кјоту
Танизакијева репутација почела је да расте 1923. године, када се преселио у Кјото након Великог Канто земљотреса , који је уништио његову кућу у Јокохами (тада је Танизаки био у аутобусу у Хакону и на тај начин побегао од повреда). Губитак историјских зграда и насеља Токија у потресу изазвао је промену његових ентузијазама, јер је преусмерио своју младалачку љубав према замишљеном Западу и модернизацији у обновљени интерес за јапанску естетику и културу, посебно културу регије Кансај (око градови Осака, Кобе и Кјото). Његов први роман после земљотреса, и његов први заиста успешан роман, био је Ћиђин но аи (Наоми, 1924-25), што је трагикомично истраживање класе, сексуалне опсесије и културног идентитета. Танизаки је направио још један пут у Кину 1926. године, где је упознао Гуа Моруа, са којим је касније одржао кореспонденцију. Прешао је из Кјота у Кобе 1928. године.
Инспирисан дијалектом из Осаке, Танизаки је написао Манђи (Quicksand, 1928-1929), у којем је поред осталог истражио лезбејство. Следи класични Таде ку муши (Some Prefer Nettles, 1928-29), који приказује постепено самопознавање човека из Токија који живи у близини Осаке, у вези са модернизацијом на западу и јапанском традицијом. Јошинокузу ("Arrowroot", 1931) алудира на бунраку и кабуки театар и друге традиционалне форме чак и када прилагођава европску нарација-унутар-нарације технику. Његово експериментисање са наративним стиловима наставило се са Ашикари ("The Reed Cutter", 1932), Шункиншо ("A Portrait of Shunkin", 1933) и многа друга дела која комбинују традиционалну естетику са посебним опсесијама Танизакија.
Његово обновљено интересовање за класичну јапанску књижевност кулминирало је његовим вишеструким преводима у модерне јапанске класике "Прича о Генђију" и његовом ремек-делу Сасамејуки(дословно "Слаби снег", али објављен у енглеском преводу као The Makioka Sisters, 1943- 1948), детаљну карактеризацију четири кћерке богате трговачке породице у Осаки, који су видели свој начин живота у раним годинама Другог светског рата. Сестре живе космополитски живот са европским суседима и пријатељима, без страха од кризе културалног идентитета заједничког са ранијим ликовима Танизакија. Када је почео да серијатизује роман, уредници Ћуокорон-а су упозорени да то није допринело потребном ратном духу и, страхујући од губитка залиха папира, прекинута је серијализацијуа.
Танизаки се преселио у град Атами, Шизуока 1942. године, али се вратио у Кјото 1946. године.

### Послератни период
После Другог светског рата, Танизаки се опет књижевно истакао, освајајући бројне награде. Све до смрти, он се широко сматрало за највећег савременог аутора Јапана. Освојио је престижну награду Асахи 1949. године, додељен му је Орден културе од стране јапанске владе 1949. године, а 1964. године изабран је за почасног члана у Америчкој академији и Институту за уметност и писма, први јапански писца који је тако почаствован.
Његов први велики послератни рад био је Шошо Шигемото но хаха ("Captain Shigemoto's Mother", 1949-1950), који укључује Танизакијеву честу тему о сину који чезне за мајком. Роман такође уводи нову тему сексуалности у старости, која се поново појављује у каснијим радовима као што је Каги (Кључ, 1956). Каги је психолошки роман у коме старији професор организује своју супругу да врши прељубу како би подстакао сопствене сексуалне жеље.
Танизаки се вратио у Атами 1950. године, а јапанска влада га је 1952. године прогласила за Личност Културну Заслуге. Он је патио од парализе десне руке од 1958. године, а 1960. је био хоспитализован за ангину пекторис.
Особине Танзакија често су подстакнуте опсесивним еротичним жељама. У једном од његових последњих романа, Футен Рођин Ники (Дневник лудог старца, 1961-1962), старац је погођен шлогом због вишка сексуалног узбуђења.
Године 1964. Танизаки се преселио у Југаварау, Канагава, југозападно од Токија, где је умро од срчаног удара 30. јула 1965, убрзо након прославе свог 79. рођендана. Његов гроб је у храму Хонен-ина у Кјотоу.

## Наслеђе
Награда Танизаки је једна од највреднијих књижевних награда Јапана. Уведена 1965. године од стране издавачке куће Ћуо Коронша, додељује се годишње фикцији или драми.

### Одабрани радови
- 1910.刺青, Shisei
- 1913.恐怖, Kyōfu
- 1918.金と銀, Kin to Gin
- 1919.富美子の足, Fumiko no ashi
- 1921.私, Watakushi
- 1922.青い花, Aoi hana
- 1924.痴人の愛, Chijin no Ai
- 1926.友田と松永の話, Tomoda to Matsunaga no hanashi
- 1926.青塚氏の話, Aotsukashi no hanashi
- 1928-1930.卍, Manji
- 1929.蓼喰う蟲, Tade kuu mushi
- 1931.吉野葛, Yoshino kuzu
- 1932.蘆刈, Ashikari
- 1933.春琴抄, Shunkinshō
- 1933.陰翳礼讃, In'ei Raisan
- 1935.武州公秘話, Bushukō Hiwa
- 1936.猫と庄造と二人の女, Neko to Shōzō to Futari no Onna
- 1943-1948.細雪, Sasameyuki
- 1949.少将滋幹の母, Shōshō Shigemoto no haha
- 1956.鍵, Kagi
- 1957.幼少時代, Yōshō Jidai
- 1961.瘋癲老人日記, Fūten Rōjin Nikki